# 1822 en droit
Cet article présente les faits marquants de l'année 1822 en droit.

## Événements
- janvier : ratification par référendum de la nouvelle Constitution de l'État de New York, qui prévoit le droit de vote pour les habitants de sexe masculin âgés d'au moins 21 ans, avec une clause spécifique pour les « hommes de couleur », soumis à des conditions plus restrictives en matière de résidence et de propriété.
- février : vote de lois sur la presse en France, présentées le 2 janvier 1822 par le gouvernement de Villèle pour exercer un contrôle indirect sur les journaux : loi de répression des délits de presse, complétée par une loi sur la police des journaux, créant une nouvelle forme de délits appelés délits de tendance[1].
- juillet : charte de l'Empire russe (Ulozhenije ob Upravlenii Inorodtsami) accordant à certaines ethnies autochtones un statut spécial. Elles conservent leur droit propre dans les domaines de la vie quotidienne (famille, droit foncier, pêche, chasse, etc.) ; les juges traditionnels rendent la justice, sauf pour les crimes graves qui doivent être portés devant les tribunaux d'État ; elles obtiennent une autonomie dans l'élection de leurs propres autorités locales, mais les compétences en matière administrative, militaire et fiscale sont du ressort des autorités de l'Empire[2].
- 7 septembre : proclamation de l'indépendance du Brésil Pierre Ier du Brésil, à São Paulo, dans la crypte du monument de l'Ipiranga. Pierre 1er deviendra Empereur du Brésil mais sera rapidement contraint à céder son trône. Devenu ensuite roi du Portugal, royaume où il finira ses jours, il est actuellement inhumé dans la crypte même où il avait proclamé l'indépendance du pays.
- 23 septembre : Constitution portugaise de 1822, première constitution de l'histoire du Portugal, mettant fin à l'absolutisme et inaugurant la monarchie constitutionnelle.
- Martin's Act ou Cruel Treatment of Cattle Act (loi sur le traitement cruel du bétail) votée par le parlement du Royaume-Uni, un des premiers textes visant à établir les droits des animaux.

## Naissances
- 28 février : Mathew Duncan Ector, juriste, législateur et homme politique américain († 29 octobre 1879).
- 22 mars : Ahmed Cevdet Paşa, intellectuel ottoman, à la tête de la commission de rédaction du Medjellé, le « code civil ottoman » († 25 mai 1895).
- 14 avril : Jean Chantagrel, professeur de droit et homme politique français († 21 avril 1907).
- 15 août : Henry Sumner Maine, juriste et anthropologue britannique, un des précurseurs de la sociologie du droit et de l’anthropologie juridique († 3 février 1888).
- date précise non connue :
  - António Cardoso Avelino, juriste et homme politique portugais († 6 décembre 1889).